# Tutti pazzi per amore
Tutti Pazzi Per Amore es una serie de televisión italiana que se emitió en Rai 1 del 7 de diciembre de 2008 al 1 de enero de 2012 y consta de tres temporadas.
El programa está ambientado en Roma y sigue la historia de amor entre un padre soltero, Paolo Giorgi, y una madre soltera, Laura Del Fiore, y las aventuras de la familia extendida que se origina a partir de su relación. Los personajes principales son Paolo Giorgi y su hija Cristina, Laura Del Fiore y su hijo Emanuele y su hija Nina. En torno a estos personajes principales se desarrolla la historia de sus abuelos, sus tíos y tías, sus compañeros y amigos.

## Banda sonora

### Primera temporada
| Título                       | Autor                            |
| ---------------------------- | -------------------------------- |
| Fotoromanza                  | Gianna Nannini                   |
| Ti amo                       | Umberto Tozzi                    |
| Come saprei                  | Giorgia                          |
| Tristezza                    | Ornella Vanoni                   |
| Stasera che sera             | Matia Bazar                      |
| Ragazzo fortunato            | Jovanotti                        |
| Tango delle capinere         | Bixio - Cherubini                |
| Sere nere                    | Tiziano Ferro                    |
| Strani amori                 | Laura Pausini                    |
| ...E io tra di voi           | Charles Aznavour                 |
| Un uomo, una donna           | Francis Lai                      |
| Vacanze romane               | Matia Bazar                      |
| Macho man                    | Village People                   |
| Cocktail d'amore             | Stefania Rotolo                  |
| Solo tu                      | Matia Bazar                      |
| Libero                       | Domenico Modugno                 |
| La notte vola                | Lorella Cuccarini                |
| Non mi innamoro più          | Catherine Spaak e Johnny Dorelli |
| Felicità                     | Albano e Romina                  |
| Buonasera dottore            | Claudia Mori                     |
| È l'uomo per me              | Mina                             |
| Bella                        | Jovanotti                        |
| E tu come stai               | Claudio Baglioni                 |
| Più bella cosa               | Eros Ramazzotti                  |
| Centro di gravità permanente | Franco Battiato                  |
| Mi manchi (live)             | Fausto Leali                     |
| Disco samba                  | Two Man Sound                    |
| Nessuno mi può giudicare     | Caterina Caselli                 |
| Noi ragazzi di oggi          | Luis Miguel                      |
| Per un'ora d'amore           | Matia Bazar                      |
| Solo tu                      | Matia Bazar                      |
| Mister Mandarino             | Matia Bazar                      |
| Morirò d'amore               | Giuni Russo                      |
| Stasera che sera             | Matia Bazar                      |
| Mi manchi                    | Fausto Leali                     |

### Segunda temporada
| Título                      | Autor                                       |
| --------------------------- | ------------------------------------------- |
| Amarti è l'immenso per me   | Eros Ramazzotti & Antonella Bucci           |
| Ballo ballo                 | Raffaella Carrà                             |
| Vacanze romane              | Matia Bazar                                 |
| Cheek to Cheek              | Fred Astaire                                |
| Bye Bye Baby                | Marilyn Monroe                              |
| Gold                        | Spandau Ballet                              |
| Gloria                      | Umberto Tozzi                               |
| Metti una sera a cena       | Ennio Morricone                             |
| Adesso tu                   | Eros Ramazzotti                             |
| Alghero                     | Giuni Russo                                 |
| Lamette                     | Donatella Rettore                           |
| Sabato pomeriggio           | Claudio Baglioni                            |
| Sempre libera (La traviata) | Giuseppe Verdi CANTANTE: Maria Callas       |
| Cuore                       | Rita Pavone                                 |
| Lady Marmalade              | Labelle                                     |
| I dubbi dell'amore          | Fiorella Mannoia                            |
| Guapparia                   | Diego Giannini                              |
| Ascolta il tuo cuore        | Laura Pausini                               |
| Tra te e il mare            | Laura Pausini                               |
| Montagne verdi              | Marcella Bella                              |
| Super SuperMan              | Miguel Bosé                                 |
| Quando nasce un amore       | Anna Oxa                                    |
| Allocco tra gli angeli      | Ghigo                                       |
| Single Ladies               | Beyoncé                                     |
| In ginocchio da te          | Gianni Morandi                              |
| Il mare d'inverno           | Loredana Bertè                              |
| Tango delle capinere        | Raoul Casadei                               |
| Via                         | Claudio Baglioni                            |
| La stagione dell'amore      | Franco Battiato                             |
| Io che amo solo te          | Sergio Endrigo                              |
| Parole parole parole        | Mina                                        |
| Solo tu                     | Matia Bazar                                 |
| Ti lascerò                  | Fausto Leali & Anna Oxa                     |
| Say Shava Shava             | Tratta dal film Kabhi Khushi Kabhie Gham... |
| Love Is in the Air          | John Paul Young                             |

### Tercera temporada
El rodaje de la tercera temporada comenzó el 14 de febrero de 2011. En esta temporada las canciones son cantadas por los actores.
| Titolo                                | Autore             |
| ------------------------------------- | ------------------ |
| We Are Family                         | Sister Sledge      |
| Che m'importa del mondo               | Rita Pavone        |
| E dimmi che non vuoi morire           | Patty Pravo        |
| Alla mia età                          | Rita Pavone        |
| Qui e là                              | Patty Pravo        |
| Il tempo se ne va                     | Adriano Celentano  |
| Avrai                                 | Claudio Baglioni   |
| Simpatica sei tu                      | Nicola Arigliano   |
| Donna                                 | Quartetto Cetra    |
| Confusa e felice                      | Carmen Consoli     |
| Soldi                                 | Betty Curtis       |
| Kobra                                 | Donatella Rettore  |
| La Notte                              | Salvatore Adamo    |
| Un senso                              | Vasco Rossi        |
| Non ho l'età                          | Gigliola Cinquetti |
| Fortissimo                            | Rita Pavone        |
| Paradise                              | Phoebe Cates       |
| Minuetto                              | Mia Martini        |
| Prima di partire per un lungo viaggio | Irene Grandi       |
| Senza pietà                           | Anna Oxa           |
| Uomini soli                           | Pooh               |
| Eternità                              | Camaleonti         |
| Perdere l'amore                       | Massimo Ranieri    |
| Se perdo te                           | Patty Pravo        |
| Che sarà                              | Ricchi e Poveri    |
| Azzurro                               | Adriano Celentano  |

## Cuarta temporada
En la primavera de 2013, el guionista de la serie Ivan Cotroneo confirmó una cuarta temporada, que estaba en proceso en ese momento. Sin embargo, en junio de ese mismo año se declaró la cancelación del proyecto: Carlotta Natoli reveló en una entrevista que la serie ya no se renovaría ya que Rai no quería arriesgarse a arruinar tal producto en la culminación de su éxito, afirmando que cuando una serie de televisión se prolonga durante muchas temporadas pierde calidad.

## Impacto y recepción

### Premios
En 2009 Tutti Pazzi Per Amore ganó el Premio Regia Televisiva en la categoría mejor ficción. Por su interpretación de Lea, la actriz Sonia Bergamasco recibió el premio a la mejor actriz de reparto en el RomaFictionFest 2009.